# Разъединитель
Разъединитель — контактный коммутационный аппарат, предназначенный для коммутации электрической цепи без тока или с незначительным током, который для обеспечения безопасности имеет в отключенном положении изоляционный промежуток.
Разъединитель состоит из подвижных и неподвижных контактов, укрепленных на изоляторах.
Разъединитель снабжен механической блокировкой, предотвращающей включение заземлителей при включенном разъединителе и включение разъединителя при включенных заземлителях.

## Особенности применения разъединителей
Разъединитель применяют в высоковольтных распределительных устройствах для обеспечения безопасности при осмотровых и ремонтных работах на отключенных участках.
Разъединители также применяют для секционирования шин и переключения электрических линий с одной системы шин распределительного устройства на другую.
Разъединителями допускается включать и отключать ток холостого хода трансформаторов и зарядный ток линий, токи нагрузки трансформаторов небольшой мощности, а также переключать электрические цепи под током при наличии замкнутой шунтирующей цепи.
Разъединители используются для видимого отделения участка электрической сети на время ревизии или ремонта оборудования, для создания безопасных условий работы и отделения от смежных частей электрооборудования, находящихся под напряжением, для создания которых разъединители комплектуются блокировкой включенного (отключенного) положения и заземляющими ножами, исключающими подачу напряжения на выведенный в ремонт участок сети. Также разъединители применяются для переключения присоединений с одной системы шин на другую, в электроустановках с несколькими системами шин.
Согласно Правилам технической эксплуатации электроустановок (ПТЭЭП) разрешалось (возможны отклонения в зависимости от Правил, которым подчиняется организация, в чьем ведении находится электроустановка) отключение и включение разъединителями:
- нейтралей силовых трансформаторов 110—220 кВ;
- заземляющих дугогасящих реакторов 6—35 кВ при отсутствии в сети замыкания на землю;
- намагничивающего тока силовых трансформаторов 6—500 кВ. Включение на холостой ход трансформатора до 10 кВ разрешается до 750 кВА включительно (ПТЭЭП Э1-5-23). Выше — производится выключателем (до 10 кВ и до нескольких кВА — например, выключателем нагрузки) см. Автогазовый выключатель;
- зарядного тока и тока замыкания на землю воздушных и кабельных линий электропередачи;
- зарядного тока систем шин, а также зарядного тока присоединений с соблюдением требований нормативных документов.

В кольцевых сетях 6—10 кВ разрешается отключение разъединителями уравнительных токов до 70 А и замыкание сети в кольцо при разности напряжений на разомкнутых контактах разъединителей не более, чем на 5 %.
Допускается отключение и включение трёхполюсными разъединителями наружной установки при напряжении 10 кВ и ниже нагрузочного тока до 15 А.
Допускается дистанционное отключение разъединителями неисправного выключателя 220 кВ и выше, зашунтированного одним выключателем или цепочкой из нескольких выключателей других присоединений системы шин (схема четырехугольника, полуторная и т. п.), если отключение выключателя может привести к его разрушению и обесточиванию подстанции.

## Конструкция
Разъединители не имеют устройств для гашения дуги и поэтому не допускают отключения ими цепи под нагрузкой, так как это приводит к возникновению устойчивой дуги, вызывающей КЗ между фазами.
Разъединитель состоит из трехполюсных (однополюсных) групп разъединителя и заземлителей. Каждая группа управляется своим приводом.
Полюс разъединителя представляет собой две поворотные колонки изоляторов, установленных на раме и несущих на себе токоведущую систему с двумя проходными и одним размыкаемым в горизонтальной плоскости контактом.
Размыкаемый контакт разъединителя выполнен в виде кулачкового контакта, закрепленного на конце одного токопровода, и контактных пальцев, закрепленных на конце другого. Во включенном положении разъединителя контактные пальцы охватывают кулачковый контакт. Пальцы и кулачковые контакты имеют серебряное покрытие.

## Классификация высоковольтных разъединителей
По характеру движения ножа:
1. Поворотного типа. В этих разъединителях нож при включении и отключении поворачивается в плоскости, перпендикулярной осям поддерживающих изоляторов.
2. Рубящего типа. В этих разъединителях нож при включении и отключении поворачивается в плоскости, параллельной осям поддерживающих изоляторов (опорных или проходных) данного полюса.
3. Качающегося типа. В этих разъединителях подвижный контакт перемещается совместно с изолятором, который поворачивается (качается) в плоскости, параллельно осям поддерживающих изоляторов.
По номинальному напряжению: 3..10, 35, 110, 150, 220, 330, 500, 750 кВ
По номинальному току: 400, 630, 1000, 1600, 2000, 2500, 3150, 3200, 5000 А
По роду установки:
1. Внутренней установки. Разъединители для внутренней установки бывают однополюсными (РВО) или трёхполюсными (РВ, РВК, РВРЗ и др.).
2. Наружной установки. Разъединители для наружных установок имеют изоляцию, рассчитанную для работы в неблагоприятных атмосферных условиях (дождь, снег, пыль), а также повышенную механическую прочность, поскольку операции с ними производят и при гололёде на контактах. [a1] [a2] 
По числу полюсов:
1. Однополюсные состоят из цоколя, армированных опорных изоляторов, токоведущих частей и механизма управления. Управляются изолирующей штангой.
2. Трехполюсные управляются рычажным приводом. Кроме того, трёхполюсные разъединители могут размещаться на одной общей раме или каждый полюс — на отдельной раме.
По способу установки
1. На горизонтальной плоскости
2. На вертикальной плоскости
По способу управления:
1. С ручным приводом — оперативной штангой, рычажным или штурвальным
2. С двигательным приводом — электрическим, пневматическим или гидравлическим

## Основные требования, предъявляемые к разъединителям
1) Разъединитель должен иметь видимый разрыв цепи;
2) Разъединитель должен быть устойчивым в термическом и электродинамическом отношениях;
3) Разъединитель должен иметь надлежащую изоляцию, обеспечивающую надежную работу его при возможных перенапряжениях и ухудшении атмосферных условий (туман, дождь и т. д.);
4) Разъединитель должен допускать четкое включение и отключение при наихудших условиях, которые
могут иметь место в эксплуатации (например, обледенение);
5) Разъединитель должен иметь простую конструкцию, удобную для транспортировки, монтажа, эксплуатации.
К разъединителям предъявляются следующие ГОСТы:
— ГОСТ Р 52726-2007 — Настоящий стандарт распространяется на разъединители и заземлители переменного тока на напряжение свыше 1 кВ промышленной частоты 50 Гц, а также на приводы к ним
— ГОСТ Р 50030.3-99 — Настоящий стандарт распространяется на следующие аппараты: выключатели, разъединители, выключатели-разъединители и комбинации их с предохранителями, предназначенные для использования в цепях распределения энергии или в цепях электродвигателей с номинальным напряжением до 1000 В переменного тока или до 1500 В постоянного тока.

## Приводы к разъединителям
Приводы предназначены для управления главными и заземляющими ножами разъединителей.
Приводы имеют механические указатели положения разъединителя (причем в рычажных приводах указателем может служить сама рукоятка) и, устройства переключения вспомогательных цепей (управления, сигнализации, блокировки) типа КСА или ПУ.
Для исключения неправильных действий с разъединителями и заземляющими ножами на приводах монтируют блоки. Применяются следующие системы блокировок: механические (М), механические замковые системы Гинодмана (МБГ), электрические (Э) и электромагнитные (ЭМ).
Для управления главными и заземляющими ножами разъединители выпускают с одним, двумя или тремя валами.
Электродвигательные приводы имеют двигательное и ручное управления главными ножами и ручное управление ножами заземления, а также дистанционное управление. Для оперативного управления вручную двигательные привода оснащаются съемными рукоятками.
Для защиты от внешних факторов (пыли и дождя) привода в соответствии с ГОСТ 14254-96 имеют следующие степени защиты (код IР):
IР00 — без защиты, IР23 — водозащищенные, IР53 — водопылезащищенные, IР63 — водопыленепроницаемые.
Буквы в условных обозначениях приводов означают:
П — привод;
Р — ручной;
Д — двигательный;
Н — наружной установки;
Г — коммутирующие устройства на базе герконов;
Х — цифра, обозначающая модификацию;
Б — блочное исполнение;
П — питание вторичных цепей напряжением 220 В постоянного тока.
Ручные приводы серии ПР предназначены для управления главными и заземляющими ножами разъединителей наружной установки. Приводы типов ПР-2 предназначены для управления разъединителями на напряжение 10—110 кВ и отделителями на напряжение 35—110 кВ.
Приводы ПР-3 предназначены для управления разъединителями на напряжение 10—35 кВ в закрытых помещениях. Приводы ПР-4 предназначены для управления разъединителями внутренней установки серии РРИ.
Приводы ПРИ предназначены для управления заземляющими ножами, а ПРИ-1 — главными и заземляющими ножами разъединителей наружной установки. Приводы типа ПРН-10 предназначены для оперирования главными и заземляющими ножами разъединителей серии РЛНД на напряжение 10 кВ. Двигательные приводы ПД-3 предназначены для управления разъединителями наружной установки, ПД-12 — разъединителями внутренней установки, а привод ПД-5 для управления разъединителями в закрытых и открытых РУ.

## Секционные разъединители
Секционные разъединители предназначены для электрического соединения или разъединения отдельных секций (участков контактной сети), а также для подключения к контактной сети питающих линий. Секционные разъединители монтируют на специальных кронштейнах, закрепленных на опорах. Разъединители постоянного и переменного тока устанавливаются на высоте 5м от поверхности земли. Разъединители должны располагаться группами в местах, удобных для подхода персонала к приводу разъединителя.
Приводы разъединителей должны быть закрыты на замки. Подвижный изолятор разъединителя и привод соединяют валом или тягой. Моторный привод должен иметь устройство, позволяющее переключать разъединитель вручную.

## Условные обозначения разъединителей
Наружной установки:
Основных серий РЛНД-1,2-10/35, 110, 220 (Б, II, IV) / (220, 400, 630, 1000) Н УХЛ 1, РДЗ и РГ принято обозначать:
Р — разъединитель;
Н — наружной установки;
Г — горизонтального типа;
Л — линейный;
З — с заземляющими ножами;
Д — с двумя опорно — изоляционными колонками;
1,2 — количество заземлителей;
10,35,110,220 — номинальное напряжение, кВ;
Б-усиленное исполнение изоляции (для разъединителей с фарфоровой изоляцией);
II, IV — степень загрязнённости атмосферы (для разъединителей с полимерной изоляцией);
220, 400, 630, 1000 — номинальный ток, А;
УХЛ — климатическое исполнение; 1-категория размещения.
Внутренней установки:
РВХХ-Х-10(35)/400 (630,1000, 2000) УХЛ (1,2,3).
Принято обозначать:
Р — разъединитель;
В — внутренней установки;
ХХ — Ф — фигурный, О — однополюсной, К — клиновый,
З — с заземляющими ножами, Р — рубящего типа,
И — рама выполнена из изолирующего материала;
Х — количество заземляющих ножей;
1а — заземляющие ножи со стороны разъемного контакта;
1б — заземляющие ножи со стороны осевого контакта;
2 — с двух сторон;
10 (35) — номинальное напряжение, кВ;
400 (630, 1000, 2000) — номинальный ток, А;
УХЛ — климатическое исполнение;
1, 2, 3 — категория размещения.

## Техническое обслуживание разъединителей
Для поддержания разъединителя в работоспособном состоянии в течение всего периода эксплуатации необходимо регулярно проводить его техническое обслуживание.
Устанавливаются следующие виды планового технического обслуживания разъединителей:
1. Технический осмотр:
Осмотр проводится без отключения разъединителя от сети. При внешнем осмотре необходимо проверять:
1) отсутствие повреждений, следов коррозии;
2) состояние изоляторов (отсутствие трещин и сколов фарфора, загрязнений, следов перекрытий и т. п.)
3) отсутствие посторонних предметов, влияющих на работу разъединителя
4) состояние контактных соединений и заземлений
5) отсутствие нагрева контактов (визуально по термоиндикаторам). При необходимости проверяется парафиновой свечой или пирометром «Икар»
6) состояние привода заземляющих и главных контактных ножей
7) состояние блок-контактов привода
8) отсутствие посторонних шумов при работе разъединителя
9) отсутствие разрядов, коронирования.
Осмотр разъединителя должен производиться:
а) на подстанциях с постоянным дежурством персонала — не реже 1 раза в 3 суток и, кроме того, в темноте — не реже 1 раза в месяц.
б) на подстанциях без постоянного дежурства персонала — не реже 1 раза в месяц, в соответствии с картой-графиком работы оперативного персонала.
2. Профилактический контроль:
1) профилактические испытания производить, как правило, при текущих и капитальных ремонтах разъединителя, находящегося в эксплуатации, в целях проверки состояния изоляции и контактной системы разъединителя и одновременно проверки качества выполнения ремонта.
2) при необходимости профилактические испытания осуществляются в межремонтный период при внеплановом техническом обслуживании.
3) профилактические испытания проводить в объёме, предусмотренном действующими нормами испытаний электрооборудования.
3. Текущий ремонт
Для проведения текущего ремонта разъединитель необходимо выводить из работы. Текущий ремонт разъединителей наружной установки производится 1 раз в год, разъединителей внутренней установки 1 раз в 3-4 года.
При текущем ремонте выполняется следующий основной объем работ:
1) внешний осмотр разъединителя, выявление дефектов, определение объема работ. Замер переходного сопротивления.
2) проверка состояния главных ножей с ламелями (осмотр, очистка контактных выводов, деталей головок, ножей, ламелей, смазка).
3) проверка состояния главных ножей без ламелей (осмотр, очистка контактных выводов, деталей головок, ножей, правка их, зачистка накладок от оплавлений, смазка).
4) проверка состояния опорных и поворотных колонок изоляторов (осмотр, очистка изоляторов, армировочных швов, проверка плавности их вращения, смазка подшипников).
5) проверка состояния привода, блокировки (подтяжка болтовых соединений, смазка, регулировка). Проверка работы привода.
6) проверка состояния приводного механизма (осмотр, очистка тяг, рычагов, смазка, регулировка).
7) контрольная обтяжка болтовых соединений разъединителя, привода, проверка заземления).
8) восстановление антикоррозийного покрытия — удаление ржавчины, покраска, восстановление расцветки фаз.
9) регулировка разъединителя (фиксация положения подвижных контактов в отключенном и включенном состоянии,
регулировка давления и плавности хода).
10) измерение переходного сопротивления контактов.
11) проверка состояния заземляющего ножа (осмотр, проверка, очистка), смазка контактов, шарнирных соединений, регулировка, измерение переходного сопротивления.
12) опробование работы разъединителя.
4. Капитальный ремонт
Капитальный ремонт разъединителей в первый раз необходимо проводить в сроки, указанные в технической документации завода-изготовителя, а в дальнейшем — разъединителей наружной установки 1 раз в 4 года, разъединителей внутренней установки — по мере необходимости.
При капитальном ремонте выполняется следующий основной объем работ:
1) внешний осмотр разъединителя, выявление дефектов, определение объема работ.
2) разошиновка разъединителя.
3) разборка контактных ножей, губок гибких связей, пружин кожухов.
4) дефектация и ремонт контактной системы.
5) дефектация и ремонт изоляторов поворотных колонок, замена дефектных изоляторов.
6) дефектация и ремонт, смазка подшипникового узла. Сборка, проверка работы подшипников.
7) дефектация и ремонт заземляющих ножей.
8) дефектация, разборка и ремонт механизма привода. Смазка, сборка и регулировка.
9) измерение сопротивления изоляции.
10) общая сборка разъединителя, установка.
11) контрольная обтяжка.
12) проверка работы заземляющих ножей.
13) покраска разъединителя.
14) ошиновка разъединителя.
15) измерение переходного
сопротивления контактов, в том числе заземляющих ножей.
16) опробование работы разъединителя